# Radisson (Quebec)
Radisson – miejscowość w Kanadzie nad rzeką La Grande, w prowincji Quebec, w regionie Nord-du-Québec i TÉ Jamésie. Radisson stanowi część gminy Baie-James. Jest to najbardziej na północ wysunięta miejscowość Quebecu nie zamieszkiwana przez autochtonów, będąc tym samym najbardziej na północ wysuniętą miejscowością zamieszkałą przez frankofonów na świecie.

## Historia
Radisson zostało założone w roku 1974 jako miejsce zakwaterowania pracowników pracujących nad projektem przedsiębiorstwa Hydro-Québec na rzece La Grande w magistracie Baie-James (region Nord-du-Québec). Miejscowość została nazwana na cześć Pierre'a-Esprit Radissona, siedemnastowiecznego odkrywcy francuskiego z Nowej Francji.
W szczytowym rozwoju pod koniec lat siedemdziesiątych miejscowość liczyła ok. 2500 mieszkańców, od lat dziewięćdziesiątych liczba ludności utrzymuje się na poziomie ok. 350 (z czego ok. 250 stałych mieszkańców i 100 pracowników Hydro-Québec mieszkających tu sezonowo).

## Usługi
Pomimo swego położenia i niewielkiej liczby ludności, Radisson oferuje względnie szeroką gamę usług swoim mieszkańcom i turystom. Stacja benzynowa, hotel, motel, pole kempingowe, sklep monopolowy, szkoła, kościół, szpital, restauracje i bary to tylko część atrakcji, ponadto cała paleta możliwości spędzenia czasu na świeżym powietrzu. Do takich atrakcji w lecie można zaliczyć rafting, piesze wędrówki, wędkarstwo sportowe, obserwacje fauny i flory etc., w zimie natomiast biegi narciarskie, jazdę skuterem śnieżnym itp. Radisson posiada również nowoczesny kompleks sportowy oraz basen pływacki o rozmiarach zbliżonych do olimpijskich.